# Septemberprogramm

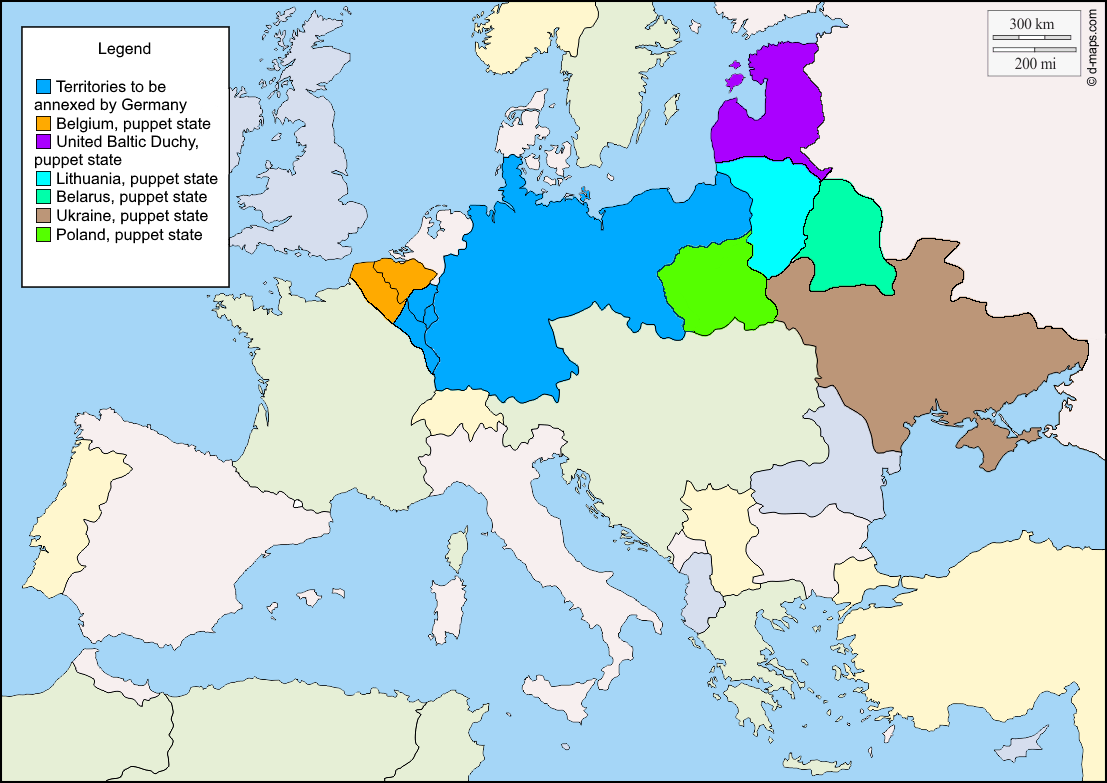
Mögliches Ergebnis des Septemberprogramms von 1914

Das Septemberprogramm des Reichskanzlers Theobald von Bethmann Hollweg am 9. September 1914 gab die Kriegsziele der Reichsleitung zu Beginn des Ersten Weltkrieges wieder.

## Hintergründe
Unmittelbar nach Ausbruch des Ersten Weltkrieges setzte in der deutschen Politik und in der Öffentlichkeit eine breite Diskussion über die Ziele des Krieges ein. Grundsätzlich lassen sich dabei zwei Positionen unterscheiden. Die eine zielte auf einen Verständigungsfrieden ohne Annexionen, die andere verlangte mehr oder weniger umfangreiche Gebietsabtretungen der gegnerischen Staaten. Hinzu kam die Frage, ob die deutsche Hegemonie nach einem erwarteten Sieg vor allem im Westen oder im Osten ausgebaut werden sollte.
Der bekannteste und in der Forschung umstrittenste Kriegzielkatalog ist dabei das Septemberprogramm von Kanzler Bethmann Hollweg. Der eigentliche Autor war vermutlich Kurt Riezler, damals hoher Beamter der Reichsbürokratie, Vortragender Rat und engster Berater des Kanzlers. Es begann sich unmittelbar nach Kriegsbeginn zu entwickeln und erhielt seine endgültige Form am 9. September 1914, als auf dem Höhepunkt der Marneschlacht zeitweise ein siegreicher Frieden für Deutschland möglich schien. In seinem Tagebuch hat Riezler die Entwicklung seiner mit dem Septemberprogramm zusammenhängenden Mitteleuropa-Ideen mehrfach dargestellt:

„Coblenz 19/8 [1914] Abends langes Gespräch über Polen und die Möglichkeit einer loseren Angliederung von anderen Staaten an das Reich – mitteleuropäisches System von Differentialzöllen. Gross Deutschland mit Belgien Holland Polen als engen, Oesterreich als weiten Schutzstaaten.“

„Charleville 18/4 [1915] Gestern lange mit dem Kanzler zusammengesessen, um ihm mein neues Europa, d. h. die europäische Verbrämung unseres Machtwillens, auseinanderzusetzen. Das mitteleuropäische Reich deutscher Nation. Das bei Aktiengesellschaften übliche Schachtelsystem, das deutsche Reich eine AG. mit preussischer Aktienmajorität, jede Hinzunahme neuer Aktionäre würde diese Mehrheit, auf der, als auf der preussischen Hegemonie[,] das Reich steht, zerstören. Daher um das deutsche Reich herum ein Staatenbund, in dem das Reich ebenso die Majorität hat wie Preussen im Reich – daher d[enn] Preussen auch in diesem Staatenbund die thatsächliche Leitung hat. Die belgische Frage so lösen, dass sie dieser zukünftigen Entwicklung nicht im Wege steht, sondern sie im Gegenteil selbst herbeiführen hilft.
Dann Oesterreich so behandeln, dass es von selbst hineinwächst. […] Dann den europäischen Gedanken in Skandinavien und Holland stärken […]
Dies Mitteleuropa ist wirtschaftlich und politisch die welthistorische Aufgabe.“

Insgesamt stand hinter dem Programm kein durchdachtes Konzept. Vielmehr hatte die Regierung Forderungen von unterschiedlichen Seiten aufgenommen, und es war in den Einzelheiten auch revisionsfähig, dennoch war es repräsentativ für die Ziele des Kanzlers, der hohen Bürokratie, der Industrie und Teilen des Militärs.
Für marxistische Historiker machte sich die deutsche Regierung die Kriegsziele des „Monopol- und Agrarkapitals“ zu eigen. Tatsächlich empfing Hollweg deutsche Unternehmer, u. a. Emil Kirdorf und August Thyssen, um sich über ihre Interessen zu informieren, und die in ihren Eingaben erhobenen Forderungen wirkten bei der Formulierung der Kriegsziele durchaus mit.
Das Programm spiegelt seinen Entstehungszeitpunkt deutlich wider. Noch konzentrierten sich angesichts des deutschen Vormarschs im Westen die Ziele auf West- und Mitteleuropa, während England, Russland und die Kolonialpolitik nur eine untergeordnete Rolle spielten. Ein parallel vorgelegtes Programm des rechten Alldeutschen Verbands verschob den Schwerpunkt in Richtung Osteuropa.
In der Folge hielt sich der Kanzler nicht immer eng an das Programm, dennoch wirkte es als Richtschnur. So entsprach die Besatzungspolitik in Belgien bereits der Vorstellung von einem Vasallenstaat.
Der Wortlaut des Programms blieb zwar geheim, aber durch die Beteiligung zahlreicher Experten und Interessenten wurde der Tenor doch in der Öffentlichkeit bekannt. Dies verstärkte den Druck der Annexionsbefürworter auf die politische Führung deutlich. Die von verschiedenen Seiten immer noch verstärkten Forderungen wurden von den Kriegsgegnern später als ein Beleg für die deutsche Kriegsschuld angesehen.

## Inhalt
Das zentrale Ziel wurde in einer einleitenden Kernaussage formuliert:

„Sicherung des Deutschen Reiches nach West und Ost auf erdenkliche Zeit. Zu diesem Zweck muss Frankreich so geschwächt werden, dass es als Großmacht nicht neu erstehen kann, Russland von der deutschen Grenze nach Möglichkeit abgedrängt und seine Herrschaft über die nichtrussischen Vasallenvölker gebrochen werden.“

Insgesamt von Bedeutung für das Programm war die Mitteleuropaidee, als Kampfmittel gegen Großbritannien. Über einen mitteleuropäischen von Deutschland beherrschten Zoll- und Wirtschaftsverbund sollte die ökonomische und politische Vorherrschaft des Reiches garantiert werden. Frankreich sollte durch einen Handelsvertrag in „wirtschaftliche Abhängigkeit gebracht werden“. Belgien sollte wirtschaftlich und politisch zu einem deutschen „Vasallenstaat“ herabsinken. Weitere Nachbarn wie Dänemark, Niederlande und das zu diesem Zeitpunkt nicht existente Polen sowie möglicherweise auch Schweden, Norwegen und Italien „unter äußerer Gleichberechtigung … aber tatsächlich unter deutscher Führung“ zollpolitisch verbunden werden.
Darüber hinaus sah das Programm aber auch eine Reihe von direkten territorialen Veränderungen vor. Dazu gehörte die Übernahme der Erzfördergebiete um Longwy-Briey in Lothringen. In Belgien sollten Lüttich und Verviers an Preußen abgetreten werden. Luxemburg sollte seine Unabhängigkeit verlieren, deutscher Bundesstaat werden und um belgische Gebiete erweitert werden.
Die Niederlande sollten zwar Teil des deutsch beherrschten Mitteleuropas werden, aber ein anzustrebendes engeres Verhältnis müsse „bei der Eigenart der Holländer von jedem Gefühl des Zwanges für sie frei sein.“ Holland sollte äußerlich unabhängig bleiben, innerlich aber in Abhängigkeit von Deutschland stehen. Als Möglichkeit der Bindung dachte man an ein die Kolonien einschließendes Schutz- und Trutzbündnis.
Weitere Fragen wurden zunächst ausgeklammert. Zwar wurde über ein mittelafrikanisches Kolonialreich nachgedacht, dies aber nicht weiter konkretisiert. Insbesondere die russische Frage wurde vertagt.

## Einschätzung in der Forschung
Die Einschätzung des Septemberprogramms in der historischen Forschung orientierte sich an den Bruchlinien der Fischer-Kontroverse.
Für Fritz Fischer lag die Bedeutung des Programms darin, dass die in ihm niedergelegten Richtlinien im Prinzip Grundlage der gesamten deutschen Kriegszielpolitik bis zum Ende des Krieges gewesen seien, auch wenn sich je nach der Gesamtlage einzelne Modifikationen ergeben hätten.

„Das Septemberprogramm, der Aufriss dieser Weltmachtstellung, war der Rahmen, in den die Steine der Garantien und Sicherungen eingepresst wurden, je nach Kriegslage, Siegeshoffnung oder Niederlagenschmerz. Es war nicht das sklavisch zu verfolgende Ziel, aber in ihm war der Anspruch und die Dynamik des Deutschen Reiches erfasst wie in einem Brennspiegel: konturiert, verständlich, Alternative zu Zielen enger Herrschaft, Antrieb gegen defätistisches Status-quo-Denken. Trotz aller Krisen blieb das Septemberprogramm ein treues Spiegelbild der Bestrebungen der geopolitischen Zentralmacht Europas.“

Laut Fischers Schüler Imanuel Geiss war das Septemberprogramm zum Schlüsseldokument für das Verständnis der deutschen Kriegszielpolitik im Ersten Weltkrieg geworden.
Für Gerhard Ritter, der die Reichsleitung und Bethmann Hollweg verteidigte, hatte das Septemberprogramm rein defensiven Charakter. Es war zu diesem Zeitpunkt undenkbar, für den Status quo einzutreten, das Programm war ein Höchstmaß dessen …, was sich an Mäßigung erreichen ließ. Ritter sah im ganzen Programm mehr Erwägung als Entschluss und bezeichnete Fischers These als unrichtig.
Karl Dietrich Erdmann entgegnete Fischers späterer These, dass mit dem Septemberprogramm langgehegte Eroberungspläne verwirklicht werden sollten: die Kriegsziele des Programms seien viel eher Produkt des Krieges als dessen Verursacher.
Das Septemberprogramm des Kanzlers spiegelte laut Peter Graf Kielmansegg in Anknüpfung an Überlegungen der Industrie und Bankenwelt der Vorkriegsjahre die Ideen der führenden Kreise Deutschlands in Politik, Wirtschaft und Militär wider. Namentlich die Industrie erhoffte sich von friedensvertraglichen Regelungen weitgehende Wettbewerbsprivilegien durch Eingriffe in die Autonomie der betroffenen Länder.
Das Septemberprogramm war nach seinem Urteil unrealistisch angesichts der historischen Struktur und politischen Tradition eines nationalstaatlichen Europas. Es zeigt deutlich die Überschätzung der Möglichkeiten reiner Machtpolitik, die sich die Frage nach einer lebensfähigen europäischen Ordnung gar nicht stellt.
Klaus Hildebrand hob hervor, dass das Septemberprogramm eine Vorstellung eines Friedensschlusses war, der seiner Meinung nach stets auf einen Ausgleich bedacht war.
Der britische Historiker David Stevenson meint, Fischer übertreibe die Bedeutung des Dokuments, da es zu keinem Zeitpunkt den Status einer offiziellen, verbindlichen politischen Erklärung erhalten habe und vom Kaiser auch nicht unterschrieben worden sei. Der französische Historiker Georges-Henri Soutou vertrat diese Position ebenfalls. Fischer hätte seine These einer kontinuierlichen deutschen Hegemonieplanung losgelöst von denen der anderen Mächte betrachtet und die damit verbundenen Wechselwirkungen, die keinesfalls außer Acht gelassen werden dürften, vernachlässigt.